# Wolfgang Mocker
Wolfgang Mocker (* 2. Mai 1954 in Plauen; † 24. Juli 2009 in Berlin) war ein deutscher Aphoristiker und Journalist.

## Leben
Wolfgang Mocker wurde 1954 als jüngstes von drei Kindern im vogtländischen Plauen geboren. Nach dem Abitur an der Arbeiter-und-Bauern-Fakultät in Halle (Saale) 1972 studierte er bis 1974 Turbinenbau in Wrocław und nach dem absolvierten Grundwehrdienst von 1976 bis 1979 Geschichte und Deutsch auf Lehramt an der PH „Karl Liebknecht“. Beide Studien schloss er nicht ab. Nach mehreren kurzfristigen Hilfstätigkeiten arbeitete Mocker ab Anfang 1981 als angestellter Redakteur der Satirezeitschrift Eulenspiegel. Im Dezember 1981 zog Mocker, der seit 1976 in Potsdam wohnte, nach Teltow. Das 1983 aufgenommene Fernstudium der Journalistik in Leipzig hatte er 1986 erfolgreich abgeschlossen. Ab 1992 war Mocker, der im Sommer 1988 nach Berlin gezogen war, freiberuflicher Journalist; er schrieb allerdings weiterhin für den Eulenspiegel. Am 24. Juli 2009 erlag Mocker einem Herzinfarkt.
Während des Studiums in Potsdam lernte Mocker Viola Petschick kennen, die er 1979 heiratete. Die Ehe blieb kinderlos.

## Werk
Mocker, der in den 1970er Jahren als Lyriker zum Aphorismus kam und in den 1980er Jahren im brieflichen Austausch mit Erwin Strittmatter stand, nannte Lichtenberg, Kraus und Lec als aphoristische Vorbilder. Seine Aphorismen, deren Anzahl auf ungefähr 2.000 geschätzt wird, sind im Vergleich zu denen historischer und zeitgenössischer Autoren knapper und schärfer. Darüber hinaus schrieb Mocker vor allem Glossen und Satiren. Er veröffentlichte in Tageszeitungen (Lausitzer Rundschau, Sächsische Zeitung), Zeitschriften, Literaturzeitschriften, Straßenzeitungen und in zehn Anthologien.

## Bücher
- Gedankengänge nach Canossa. Euphorismen und andere Anderthalbwahrheiten. Illustrationen von Hans Ticha. Eulenspiegel Verlag, Berlin 1988[9], ISBN 3-359-00151-6
- Da bleibt kein Auge trocken (Texte zu Karikaturen von Paul Pribbernow). Eulenspiegel Verlag, Berlin 1989, ISBN 3-359-00410-8
- Zwischen den Zwängen. Ausgewählte Aphorismen. Herausgegeben und ausgewählt von Tobias Grüterich sowie mit Illustrationen von Werner Schubert-Deister. Mergard Verlag, Lauterbach 2013, ISBN 978-3-929359-23-7